# Прогулянки з чудовиськами
«Прогулянки з чудовиськами» (англ. «Walking with Beasts», у Північній Америці «Walking with Prehistoric Beasts») — науково-документальний серіал, знятий британською телекомпанією BBC у 2001 році. Як і «Прогулянки з динозаврами», він відтворює життя вимерлих тварин засобами комп'ютерного моделювання і комп'ютерної графіки. Серіал розповідає про доісторичних тварин кайнозойської ери. Зокрема, він ілюструє еволюцію китоподібних, еволюцію копитних та еволюцію людини.
Серіал складається із 6 серій по 30 хвилин кожна.

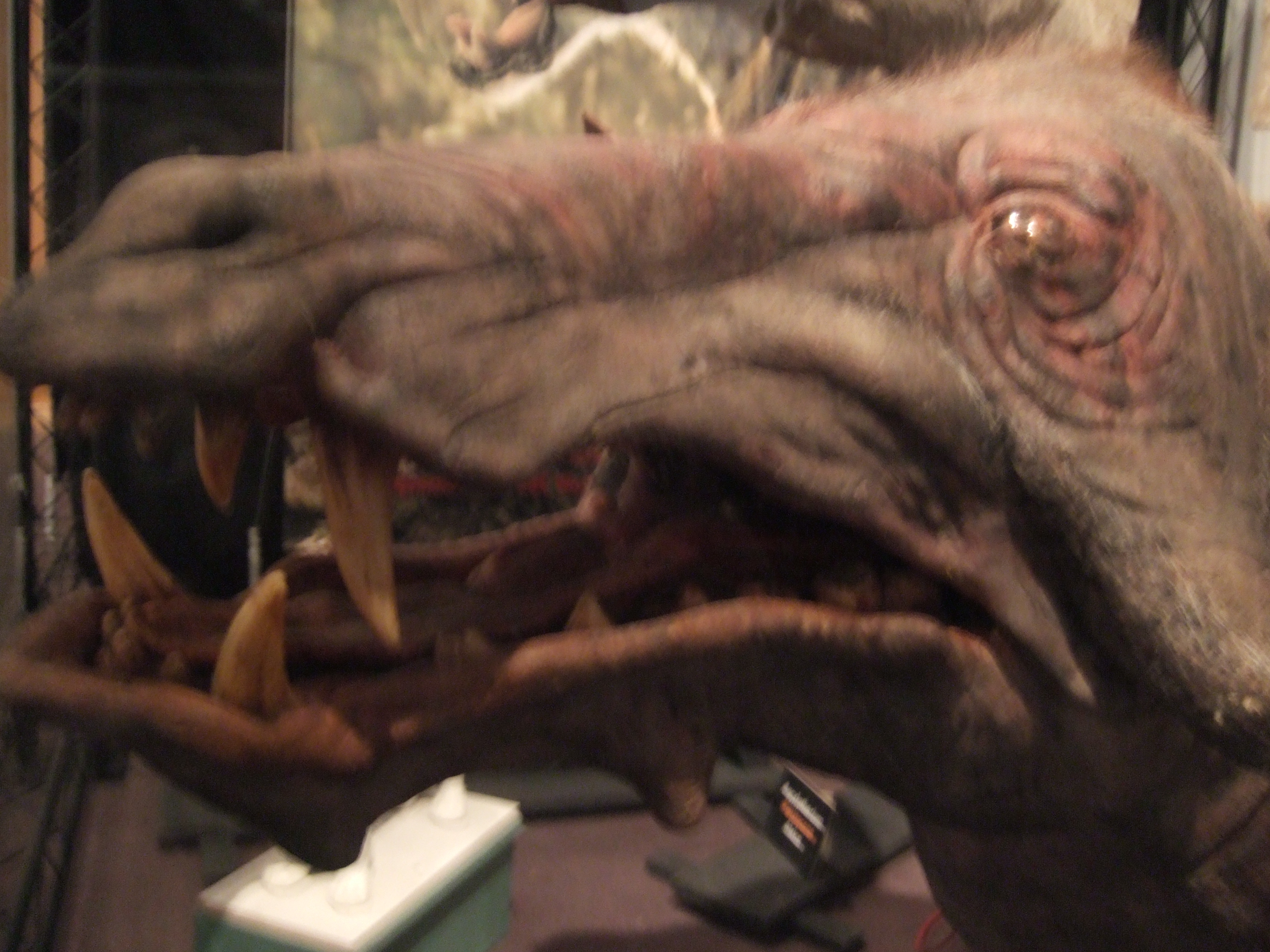
Ентолодонт з серіалу

## Серії

### Перша серія: «Новий світанок»
Місце зйомки: острів Ява.
Відтворена епоха та місцевість: 49 млн років тому (ранній еоцен), Німеччина.

Лептіктида (кадр із серіалу)

Перша серія зображує теплий тропічний світ раннього еоцену через 16 млн років після зникнення динозаврів. У цьому світі птахи, такі, як гасторніс (Gastornis) ростом 1,8 метрів, розташовані на вершині харчової піраміди, тоді як ссавці, як і за часів динозаврів, залишаються невеликими за розміром. Події відбуваються поблизу шахти Мессель у Німеччині. Внаслідок вулканічної активності під водами озера нагромаджуються маси вуглекислого газу, і усі довколишні тварини знаходяться під загрозою прориву газу до поверхні.
Події першої серії точаться довкола родини лептіктидів (Leptictidium), матір яких шукає поживи. Лептіктиди — маленькі стрибучі ссавці, схожі на щурів чи землерийок. Поки їх родина харчується здобиччю матері, самиця гасторніса охороняє гніздо, у котрому згодом повинне вилупитись її пташеня та успішно полює за давнім конем пропалеотерієм (Propalaeotherium) та захищає свою територію від іншого гасторніса. На жаль, поки самиця-гасторніс була відсутня, орда велетенських мурах (відомих як Formicium) напала на гніздо і з'їла пташеня, що тільки що почало вибиратися з яйця. Коли настає ніч, ми спостерігаємо за соціальним життям нічних приматів годіноціїв (Godinotia).
У цієї серії також показують амбулоцета (Ambulocetus), чи «ходячого кита», котрий полює із засідки як на суші, так і під водою. Хоча зовнішністю він нагадує крокодила, нам пояснюють, що насправді амбулоцет є предком усіх сучасних китів.
Серія закінчується землетрусом, внаслідок котрого з-під поверхні озера вириваються великі маси вуглекислого газу, котрий отруює майже усю довколишню живність (хоча декотрим лептіктидам цього разу пощастило втекти).
Тварини, що зображені в першій серії:
- амбулоцет (Ambulocetus), хижий «ходячий кит», що може і ходити по землі, і плавати у воді;
- мурахи Formicium, найбільші мурахи всіх часів, робочі особини 1–3 см, королева 5 см (у фільмі позначаються як «велетенські мурашки»);
- гасторніс (Gastornis), нелітаючий хижий птах ростом 1,8 м;
- годіноції (Godinotias), схожі з лемурами нічні примати;
- лептіктиди (Leptictidium), маленькі стрибучі комахоїдні ссавці, належать до нині вимерлої групи ссавців, не мають живих нащадків;
- пропалеотерії (Propalaeotherium), давні прото-коні розміром з кішку, що існували перед палеотеріями (Palaeotherium);
- цинодіктис (Cynodictis), «собакоподібна» тварина, спільний предок собак і ведмедів, здобич амбулоцета (у фільмі позначається як «невеликий хижак»);
- таманду Tamandua, мурахоїд (показана сучасна тварина);
- вивірка (показана сучасна тварина);
- крокодил (плаває в озері поруч з амбулоцетом, показана сучасна тварина).
- жаба (здобич лептіктидії)
- еоценовий метелик (здобич лептіктидії)

### Друга серія: «Вбивця китів»

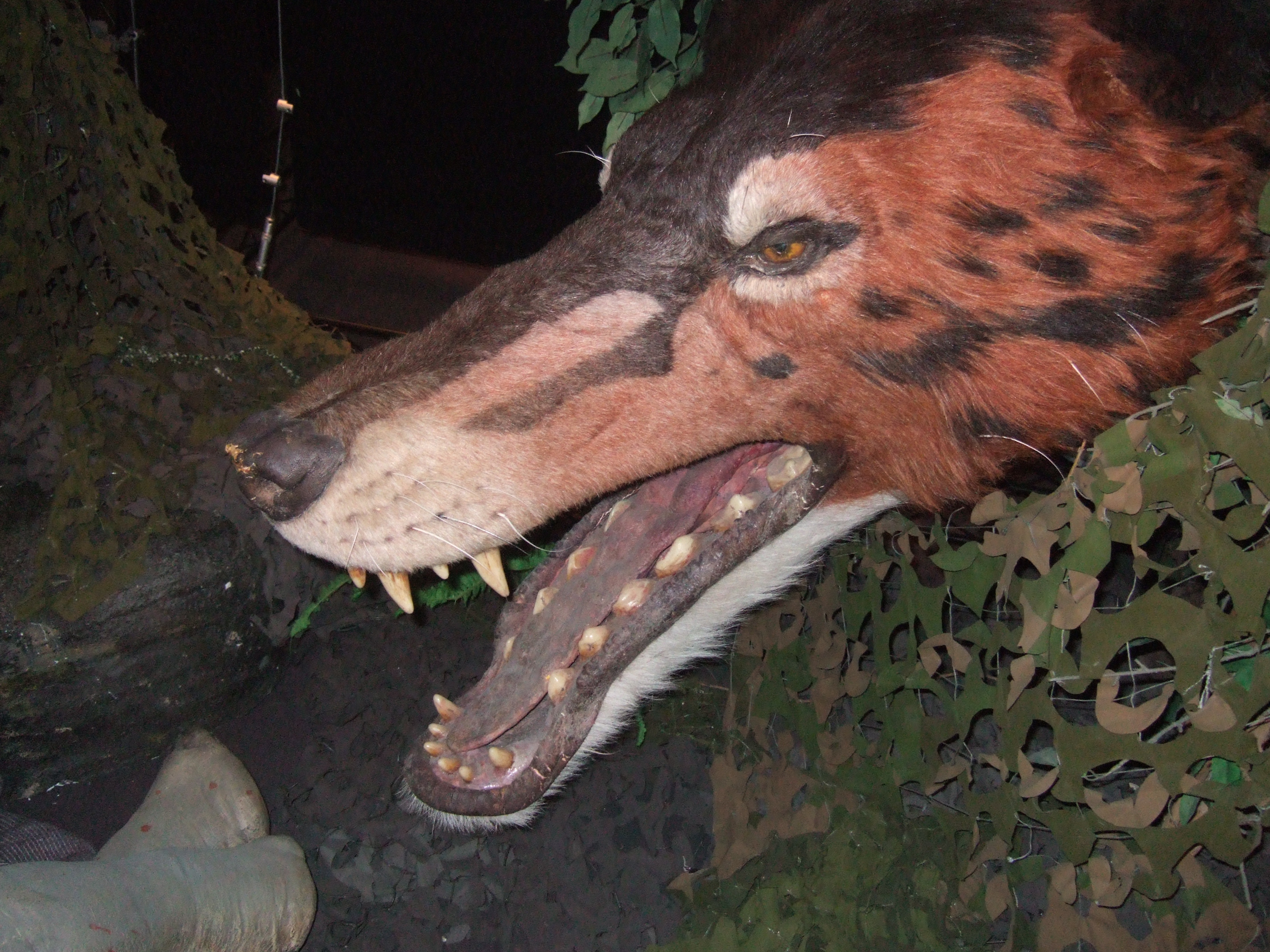
Модель голови ендрюзарха в музеї Хорнімана

Відтворена епоха та місцевість: 36 млн років тому (пізній еоцен), Пакистан і Єгипет.
Події другої серії відбуваються в пізньому еоцені, коли почали замерзати полярні шапки, внаслідок чого океанські течії та клімат зазнали радикальних змін.
Перша частина серії зображує вагітну самицю базилозавра (Basilosaurus), великого хижого кита, що через брак здобичі в океані змушена шукати поживи у мілководних мангрових заростях Єгипту та давньої Сахари. Вона не може полювати за апідіями (Apidium, ранній різновид мавпи), що вправно перестрибують з дерева на дерево через вузькі протоки, тому вона намагається зненацька схопити мерітерія (Moeritherium, предок сучасних слонів), котрий відбився від своєї групи. Однак мерітерію вдається втекти, і самиця-базилозавр змушена повернутись до океану Тетіс. Там їй вдається успішно вполювати декількох дитинчат менших китів, відомих як дорудони (Dorudon), після чого вона успішно народжує своє дитинча.
Розповідь про базилозавра перемежається зображеннями полонин Пакистану, де кліматичні зміни призвели до тривалої посухи. На полонинах борються за виживання стада бронтотеріїв (Brontotherium) і хижі копитні ендрюзархи (Andrewsarchus). Ми бачимо, як у пошуках їжі ендрюзарх виходить на берег океану, де полює за черепахами. Розповідач пояснює, що ендрюзарх є найбільшим хижим ссавцем усіх часів і, незважаючи на свою зовнішність велетенського вовка, насправді є родичем сучасних баранів і кіз!
У кінці серії ми дізнаємось, що внаслідок кліматичних змін наприкінці еоцену вимре п'ята частина (20 %) видів живих організмів, і це буде найбільше вимирання після зникнення динозаврів.
Тварини, що зображені в другій серії:
- ендрюзарх (Andrewsarchus), найбільший хижак-ссавець усіх часів, хижий копитний ряду мезоніхидів (Mesonichidae);
- апідій (Apidium), одна с перших мавп;
- базилозавр (Basilosaurus), гігантський хижий кит;
- дорудон (Dorudon), менший різновид китів, зображені як групові тварини;
- емболотерій (Embolotherium), велика травоїдна тварина родини бронтотеріїв (Brontotherium), що мала на носі кістковий виріст (у фільмі називається бронтотерієм);
- мерітерій (Moeritherium), травоїдний з коротким хоботом, предок слонів;
- акула — зображений її напад на апідія, а також напад на неї базілозавра; видна плаваючою серед дорудонів;
- черепаха — здобич ендрюзарха.

### Третя серія: «Земля гігантів»
Відтворена епоха та місцевість: 25 млн років тому (пізній олігоцен), Монголія.
Події третьої серії відбуваються протягом пізнього олігоцену в Монголії, де сезон дощів змінюється жорстокою посухою. Нам показують історію самиці-індрикотерія (Indricotherium), велетенського безрогого носорога, найбільшого сухопутного ссавця всіх часів. Спочатку ми бачимо як самиця народжує дитинча, а потім піклується про нього поки він не підросте. Під час пологів самиця захищає безпорадне дитинча від гієнодонів (Hyaenodon), великих хижаків ряду креодонтів (Creodonta). Фільм зображує небезпеки, які очікують на маленького індрикотерія, зокрема зустрічі з цинодіктисом (названим у фільмі ведмежою собакою) і великими агресивними ентелодонами (Entelodon), предками сучасних свиней. Мати піклується про дитинча протягом трьох років, але проганяє його перед наступними родами.
Тварини, що зображені в третій серії:
- цинодіктис (Cynodictis), «собакоподібна» тварина, спільний предок собак і ведмедів (у фільмі позначається як «ведмежа собака»);
- халікотерій (Chalicotherium), великий травоїдний предок сучасних коней, тапірів і носорогів, який ходив, спираючись на кісточки пальців;
- ентелодон (Entelodon), великий хижий предок сучасних свиней;
- гієнодон (Hyaenodon), великий (розміром з носорога) хижак, зовнішністю трохи нагадував сучасну гієну;
- індрикотерій (Indricotherium), найбільший сухопутний ссавець усіх часів.

### Четверта серія: «Найближчий родич»
Відтворена епоха та місцевість: 3,2 млн років тому (пліоцен), Ефіопія.
Події четвертої серії відбуваються на теренах Великої Рифтової долині у Східній Африці. Клімат міняється, і ліси поступають місце трав'янистим рівнинам. Фільм зображує життя невеликої групи гомінідів. Це австралопітеки — перші мавпи, пристосовані до прямоходіння на двох ногах і близькі предки людини. Однак попри те, що австралопітеки більше за мавп схожі з людьми, вони поки що мають мозок не більший, ніж у шимпанзе.
Фільм приділяє увагу складному внутрішньому життю суспільства гомінідів, як вони використовують взаємне обшукування як засіб комунікації. Нам показують спільні дії членів групи по здобуванню їжі та обороні від нападів тварин, зокрема розлюченого самця дейнотерія (Deinotherium) і хижого дінофеліса (Dinofelis). Розповідь також торкається їх взаємин з сусідніми групами австралопітеків; нам показують сутичку із сусідами, під час якої мало бійки і багато галасу і погрозливих жестів. Зображується внутрішня ієрархія групи й суперництво між самцями (котрі помітно більші за самиць), та історія домінантного самця, котрий програв боротьбу молодшому супернику і втратив право першому ставати до їжі та спарюватись із самицями.
Біологічні види, зображені в четвертій серії:
- анкілотерій (Ancylotherium), один з останніх халікотеріїв; на відміну від своїх родичів він вже не ходить на кісточках пальців;
- австралопітек (Australopithecus), ранній гомінид, предок людини, перший примат, здатний до прямоходіння;
- дейнотерій (Deinotherium), велетенський протослон, втричі більший за сучасних слонів; на відміну від них його бивні кріпилися до нижньої щелепи і загиналися донизу;
- дінофеліс (Dinofelis), великий та могутній родич шаблезубих тигрів, більший за сучасних левів;
- шакал (показана сучасна тварина);
- носоріг (показана сучасна тварина);
- зебра (показана сучасна тварина);
- гриф (показана сучасна тварина);
- антилопа (показана сучасна тварина).

### П'ята серія: «Шаблезуб»
Відтворена епоха та місцевість: 1 млн років тому (ранній плейстоцен), Парагвай.
П'ята серія зображує незвичайну фауну ізольованого континенту Південної Америки і вивчає наслідки Великого міжамериканського обміну, що відбувся 1,5 млн років тому. Після відокремлення від Антарктиди 30 млн років тому у Південній Америці шляхом еволюції з'явилося багато унікальних видів ссавців: дідікур — величезний броненосець зі шпичастою булавою на хвості; макраухенія — довгоногий літоптерн, трохи схожий на верблюда без пагорба з коротким хоботом; мегатерій — велетенський наземний лінивець. До того, як Південна Америка зіштовхнулася з Північною, пануючими хижаками тут були фороракоси, трьохметрові нелітаючі птахи. Однак, потім до Південної Америки проникли великі кішки смілодони, і позиції птахів значно похитнулися.
Події серії точаться довкола могутнього смілодона, шаблезубого тигра на ймення Зламане Ікло, владі якого над прайдом загрожують два мандруючих самця. Прибульці виганяють Зламаного Ікла і забирають владу над прайом. Нам показують, як самиці смілодона полюють за макраухенією і піклуються про дитинчат. На задньому плані полюють фороракоси, проте завжди поступаються шаблезубим. Згодом два брати-смілодони вбивають усіх дитинчат Зламаного Ікла, щоб укріпити свою владу над прайдом; сам він тим часом вештається вдовж кордонів своїх колишніх володінь, очікуючи нагоди повернутися. Несподівано йому допомагає випадок — під час трапези один із братів-узурпаторів необачно заступає дорогу велетенському мегатерію, котрий вирішив відібрати у шаблезубих їх здобич. Лінивець вбиває шаблезубого; останній самець не може один протистояти Заламаному Іклу, і той повертає собі свій прайд.
Види тварин, відтворені в п'ятій серії:
- дідікур (Doedicurus), гігантський гліптодонт вагою понад дві тони, родич сучасних броненосців;
- макраухенія (Macrauchenia), довгоногий літоптерн, схожий на верблюда без пагорба і з коротким хоботом;
- мегатерій (Megatherium), величезний наземний лінивець розміром зі слона;
- фороракос (Phorusrhacos), хижий нелітаючий птах ростом 1,8 м;
- смілодон (Smilodon), найбільша з шаблезубих кішок всіх часів.

### Шоста серія: «Подорож мамонта»
Відтворена епоха та місцевість: 30 000 років тому (пізній плейстоцен), висохле ложе Північного моря і швейцарські Альпи.
Події шостої серії відбуваються під час останнього Льодовикового періоду. Північне море перетворилось на трав'янисту полонину через те, що льодовики зібрали в собі багато води, і рівень моря значно понизився. Серія починається в середині літа. На полонині Північного моря пасуться мамути, сайгаки і зубри. Поруч з ними проводить літо клан людей розумних (Homo sapiens). Основна подія серії — міграція з приходом зими стада мамонтів на 400 км на південь, до швейцарських Альп, і їх повернення на полонину навесні.
Під час переходу стада мамонтів на південь нам показують двох самців гігантського оленя Megaloceros, які б'ються за право заволодіти гаремом самиць. Від стада мамонтів відстає самиця з дитинчам, за якими полює печерний лев, однак їм вдається уникнути загрози та знову приєднатися до стада в Альпах.
Фільм показує також групу неандертальців, еволюційно пристосованих до життя у холодному кліматі. Одного з них переслідує шерстистий носоріг, однак неандерталець виживає в суперечці, частково через міцну будову свого кістяка. Кульмінацією серії є нічний напад неандертальців на стадо мамонтів під час їх повернення на північ. Неандертальці — обдаровані мисливці, вони лякають мамонтів смолоскипами й голосними криками та змушують їх відступити до високого урвища і зірватися з нього в прірву двом мамонтам.
Серія закінчується в сучасному музеї, де відвідувачі розглядають скелети деяких тварин, зображених у фільмі. Розповідач закінчує розповідь такими словами: «Якщо історія нас чомусь навчила, так це тому, що жодний вид не існує вічно», після чого камера злітає наверх крізь дах музею і підіймається, поки в кадр не потрапляє вся планета.
Біологічні види, зображені в шостій серії:
- печерний лев, приблизно у 2 рази більший за сучасного лева, пристосований до холодного клімату;
- люди (Homo), зіграні живими акторами:
  - сучасна людина (Homo sapiens);
  - неандерталець (Homo neandertalensis), вимерлий вид роду Homo, що населяв Європу і частину західної Азії, пристосований до життя в холодному кліматі;
- великорогий олень Megaloceros, іноді називається «ірландським лосем», з розмахом рогів понад три метри;
- мамонт (Mammuthus), вимерлий родич індійського слона, був пристосованим для життя на холоді, зокрема густе довге хутро і маленькі вуха;
- целодонт (Coelodont), чи волохатий носоріг, родич суматранського носорога, пристосований до суворого холоду;
- сайгак (показана жива тварина);
- зубр (показана жива тварина);
- сірий вовк (показана жива тварина);
- кінь Пржевальського (показана жива тварина).